# Mediaș

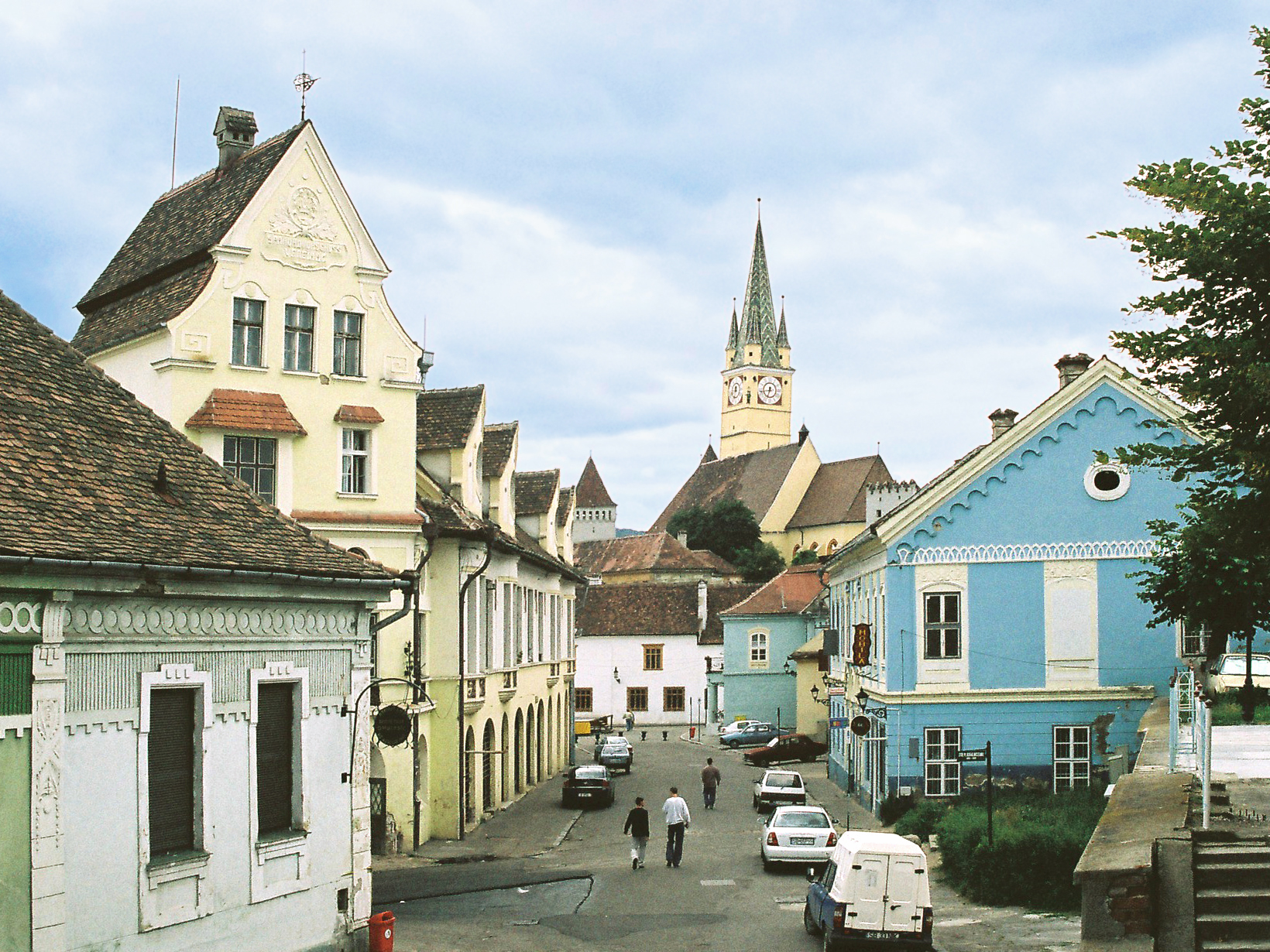
Il centro

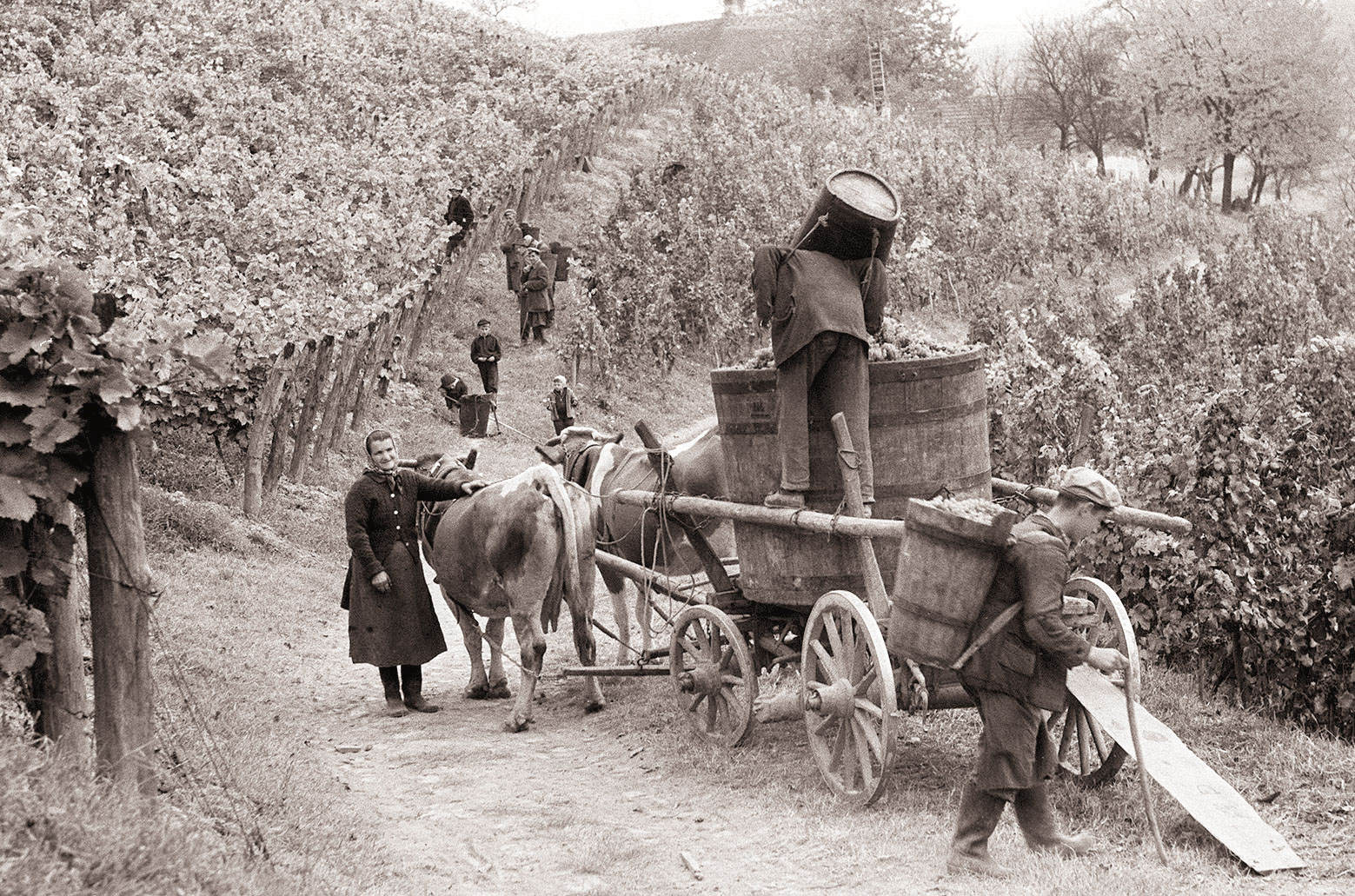
Vendemmia

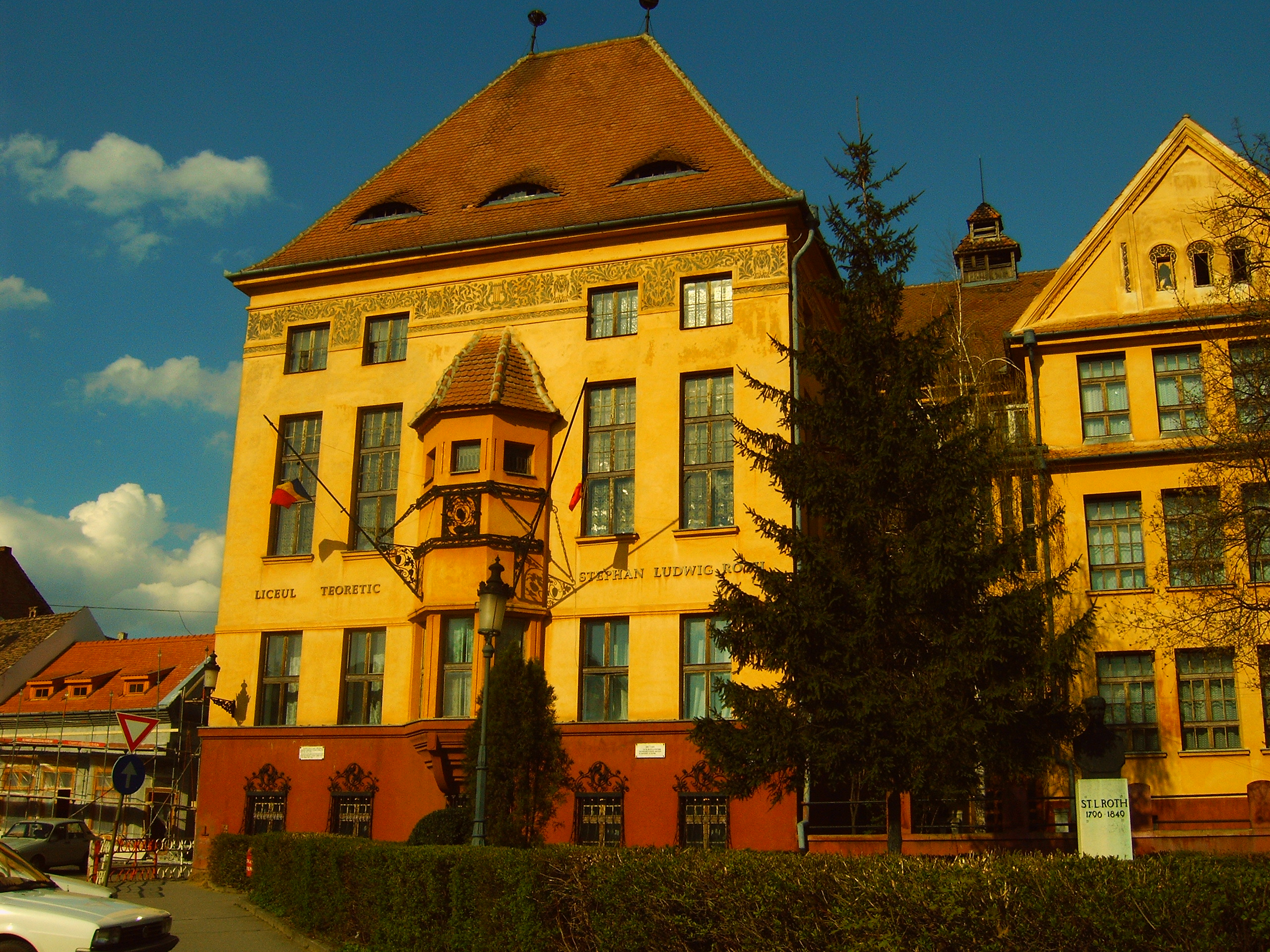
Liceo Stefan Ludwig Roth

Mediaș (in ungherese Medgyes, in tedesco Mediasch) è un municipio della Romania di 54564 abitanti, ubicato nel distretto di Sibiu nella regione storica della Transilvania.
Fa parte dell'area amministrativa anche la località di Ighișu Nou.
La città si trova lungo il corso del fiume Tarnava Grande (in rumeno Târnava Mare), a circa 55 km da Sibiu.

## Storia
Le prime tracce di insediamenti umani rinvenute nella zona di Mediaș risalgono al Neolitico medio.
La città venne fondata secondo la tradizione nel 1146, mentre il primo documento che la cita è del 3 giugno 1267; rimasta a lungo un piccolo villaggio, Mediaş ebbe la prima spinta allo sviluppo dall'insediamento di una colonia di Sassoni di Transilvania, avvenuto nel XIII secolo.
Nel XV secolo la città era già abbastanza sviluppata dal punto di vista economico, con il formarsi delle prime corporazioni di artigiani e mercanti, la prima delle quali fu quella dei sarti, nata nel 1457; nel 1562, nel momento del loro massimo sviluppo, a Mediaş esistevano 34 corporazioni registrate.
Lo sviluppo della città venne soltanto in parte frenato dalle diverse epidemie di lebbra che ne decimarono la popolazione, la prima nel 1557 e l'ultima nel 1717-18.
Tra le tappe più significative dello sviluppo della città, di particolare rilievo sono:
- La costruzione della chiesa di Santa Margherita (Sfânta Margareta), la prima chiesa della città, nel 1414
- La costruzione del primo ospedale, avvenuta nel 1487
- La costruzione delle fortificazioni, avvenuta su autorizzazione di Mattia Corvino tra il 1490 ed il 1534
- Nel frattempo, nel 1517, la città aveva ottenuto il diritto di organizzare fiere e mercati
- Al 1586 risale la prima documentazione che indica la presenza nella città di una scuola, la Schola civitatis
- Contrariamente ad altre città della zona, Mediaş non fu spesso interessata da eventi bellici: il più importante fu il saccheggio da parte dell'esercito di Gabriel Báthory del 1611, mentre l'ultimo assedio della città di cui si abbia notizia è del 1705
- Attorno al 1825 per opera del vescovo greco-cattolico Ioan Bob venne costruita la prima chiesa romena della città e venne inaugurata la prima scuola in lingua romena
- Nel 1872 la città venne raggiunta dalla prima linea ferroviaria.

## Economia
L'industrializzazione della città ebbe inizio alla fine del XIX secolo e fu di fatto l'evoluzione delle antiche corporazioni. Oggi Mediaş ospita diverse industrie, in particolare nel settore della lavorazione del vetro e della produzione di componenti per autoveicoli.
La principale risorsa economica della città è comunque il gas naturale, grazie al grande giacimento che si trova nell'area circostante; Mediaş è tuttora il principale centro di estrazione del gas naturale, tanto che la Romgaz, la principale azienda del settore, vi ha il proprio quartier generale.

## Monumenti e luoghi d'interesse

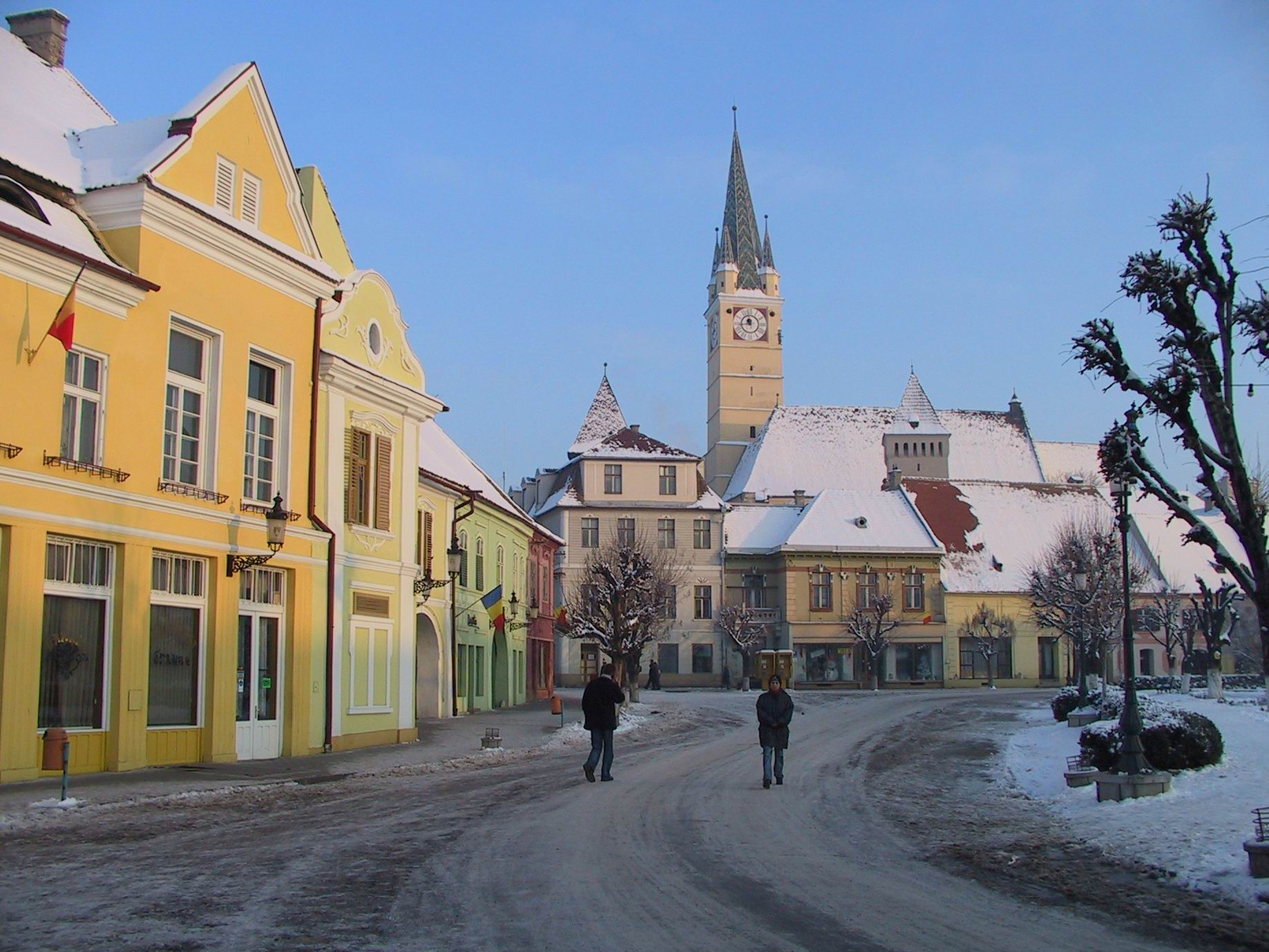
Il centro

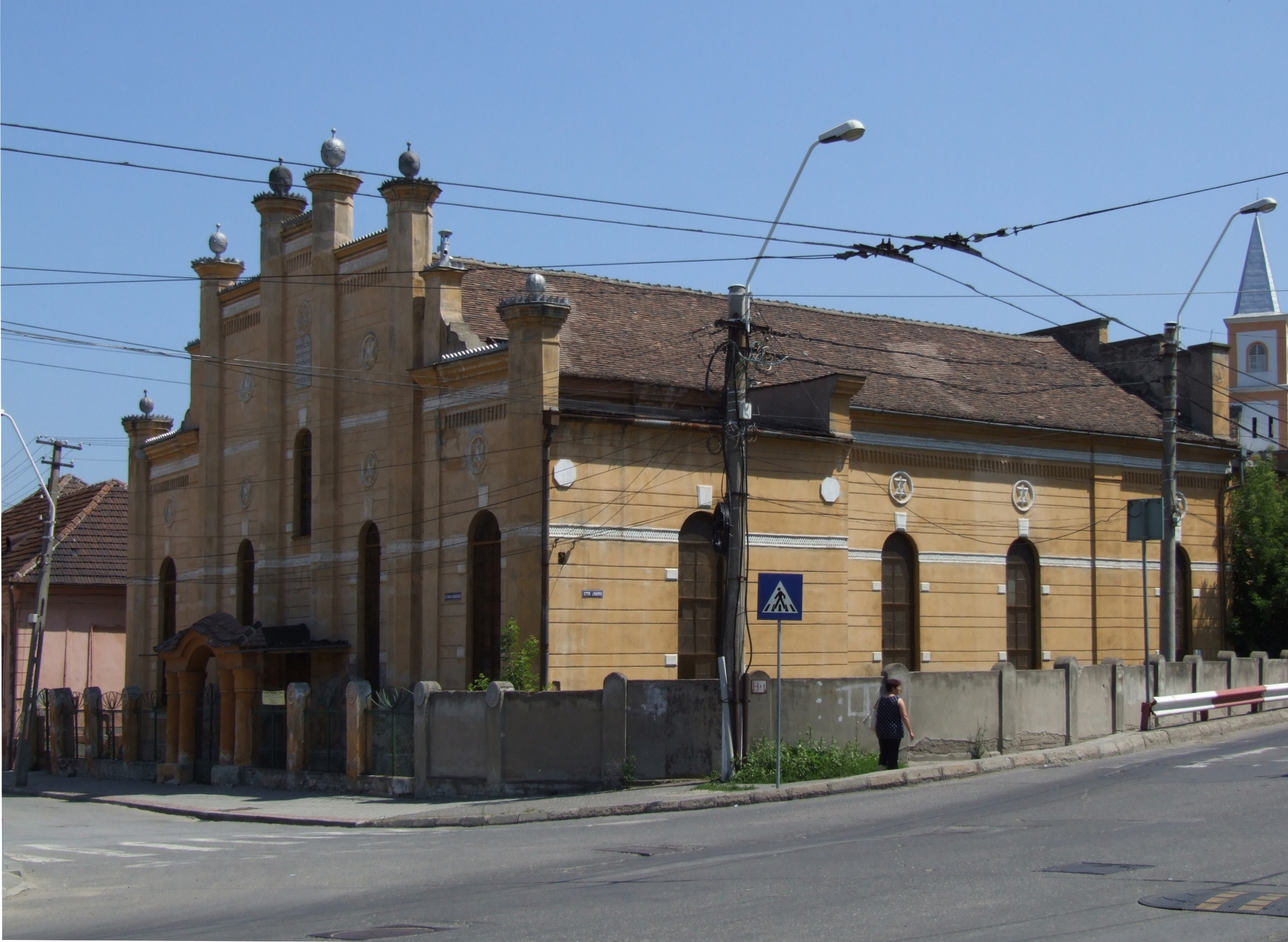
La sinagoga

Mediaş possiede un centro storico di origine medievale ben conservato, con una cinta muraria del 1450 di forma quasi ovale con numerose torri che facevano riferimento alle diverse corporazioni, la più alta delle quali è la torre dei trombettieri, alta 70 metri, costruita nel XIII secolo e più volte rialzata nei secoli successivi. La torre divenne famosa perché nel 1467 il re Mattia Corvino vi fece rinchiudere Vlad III di Valacchia, detto l'Impalatore e meglio noto come Dracula.
Costretta alla coabitazione durante tanti secoli dei popoli rumeni, ungheresi e tedeschi, presenta una caratteristica unica al mondo, in una provincia piccola dove si trovano delle concentrazioni di chiese fortificate e di chiese fortezze, stile Gotico, bavarese, testimonianza delle tecniche di difesa.

### La chiesa di Santa Margherita
La costruzione che risale alla prima metà del XIV secolo sulle fondamenta di una chiesa romanica del XIII secolo, sorge al centro del cortile della Cittadella. Negli anni dal 1414 e al 1488 fu costruita la sacrestia e allargato il coro, riducendo la navata, fu edificata la torre nell'angolo a nord-ovest e realizzate le volte della navata settentrionale, rovinando, in parte, gli affreschi del 1420. Al suo interno, interamente affrescato in varie epoche, conserva varie opere scultoree, una vasca battesimale bronzea del quattrocento e soprattutto il prezioso dossale d'altare del XV secolo intarsiato e dipinto, famoso per gli otto pannelli raffiguranti la Passione di Cristo (visibili in posizione chiusa) attribuiti ad un maestro anonimo attivo in città dopo il 1480 ed appartenente al circolo pittorico della Chiesa degli Scozzesi di Vienna.

### La chiesa ed il monastero francescani
Chiesa e monastero furono costruiti fra il 1444, anno in cui i monaci risultano presenti in città, e la fine del XV secolo. I francescani furono scacciati nel 1566 in seguito allo scisma protestante e il monastero fu trasformato in un ospedale. Vi fecero ritorno solo nel 1721, dopo la pace di Carlowitz del 1699 per l'interessamento del generale Hugo von Virmont, comandante supremo delle truppe asburgiche. Negli anni successivi i monaci restaurarono la chiesa in stile barocco ed ora si presenta con la navate centrale con volta a botte e ricche decorazioni e stucchi. Il monastero attualmente ospita il Museo civico di Mediaş, le cui prime collezioni di archeologia, storia e scienze naturali risalgono all'inizio del XIX secolo.

### Palazzi e musei
La casa Schuller, residenza dell'omonima famiglia, costruita verso la fine del XVI secolo
La casa-museo di Stephan Ludwig Roth (1796-1849), pastore luterano, letterato e rivoluzionario, rettore del Liceul Theoretic, fondato nel 1604.
La casa-museo di Hermann Oberth (1894-1989), pioniere della missilistica e dell'astronautica.

### Sinagoga
Costruita nel 1896 fu a poco a poco abbandonata a causa dell'esodo degli abitanti di fede ebraica della città. Dal 2014 è stato avviato il progetto di recupero dell'archivio, un primo passo verso la restituzione della sinagoga alla sua città come museo, centro comunitario e spazio culturale.

## Amministrazione

### Gemellaggi

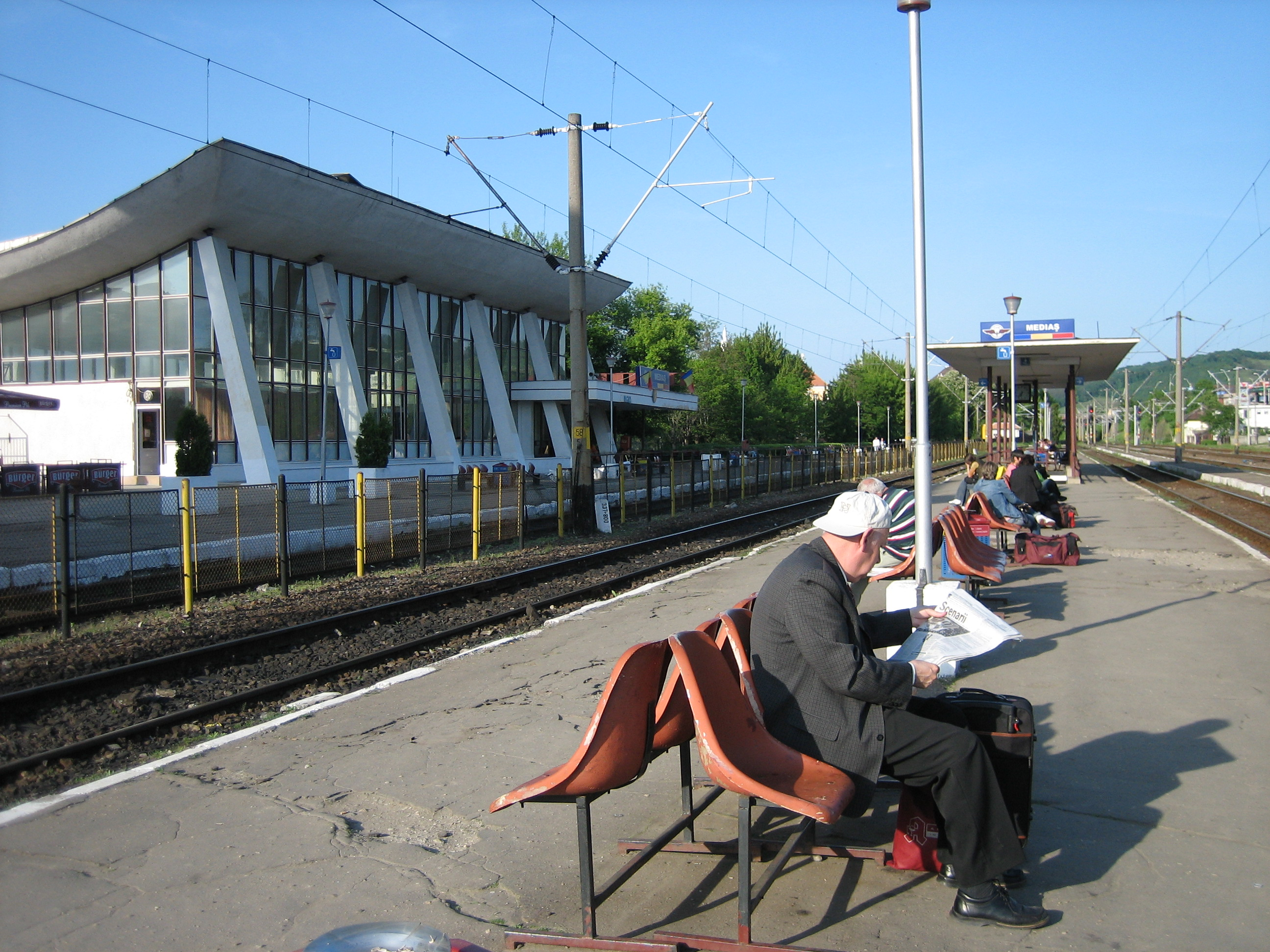
La Stazione Ferroviaria

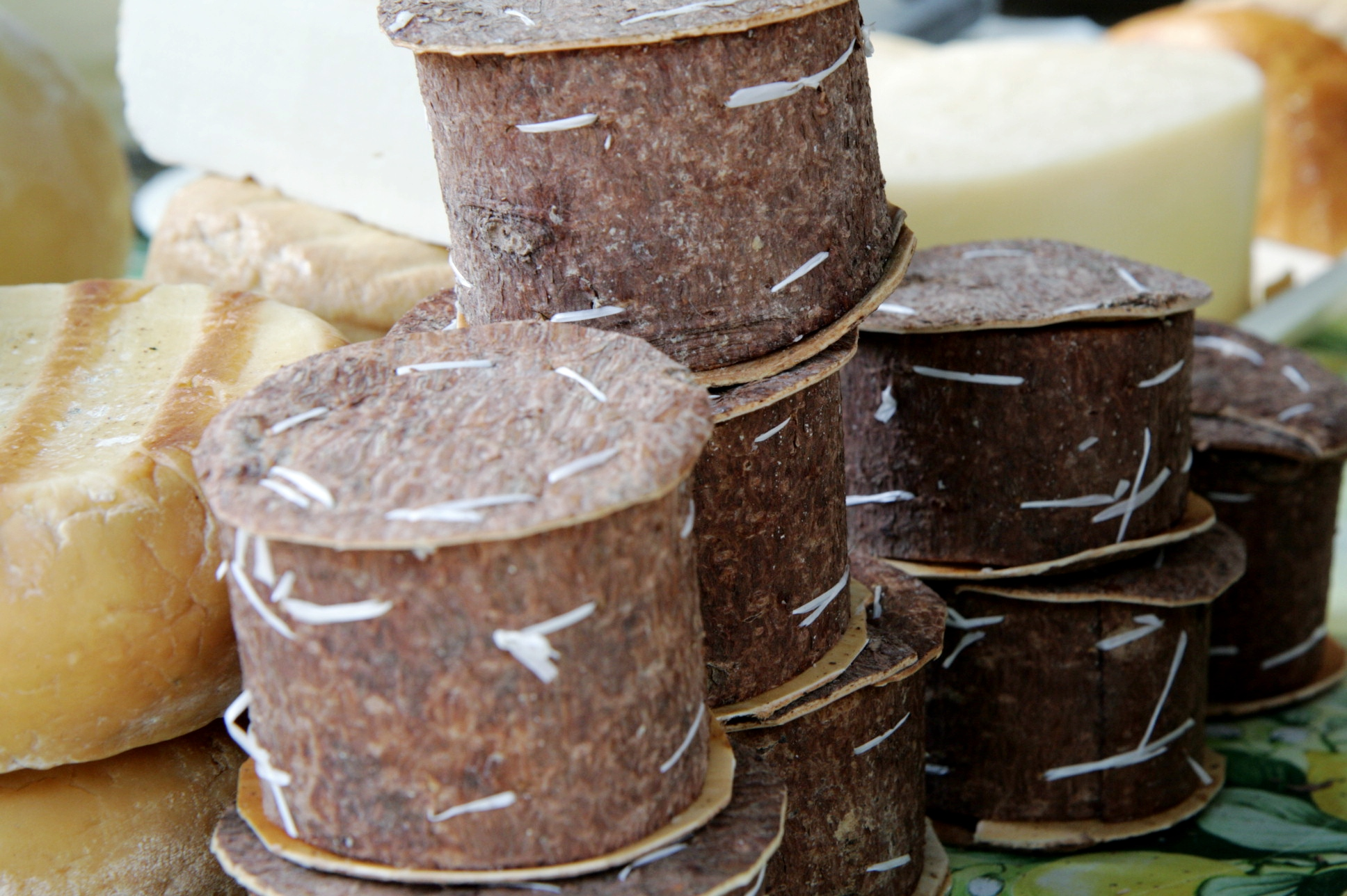
Formaggio di pecora in corteccia

- Ungheria, Sopron
- Paesi Bassi, Joure
- Stati Uniti, Mineral Wells

## Sport

### Calcio
La squadra principale della città è il Club Sportiv Gaz Metan Mediaș.